# Séchage
 (janvier 2017).
Si vous disposez d'ouvrages ou d'articles de référence ou si vous connaissez des sites web de qualité traitant du thème abordé ici, merci de compléter l'article en donnant les références utiles à sa vérifiabilité et en les liant à la section « Notes et références ».
Le séchage est un procédé qui sépare un liquide d'un solide, d'un semi-solide, voire d'un liquide par évaporation. Cette opération est endothermique et nécessite donc l'apport d'énergie.

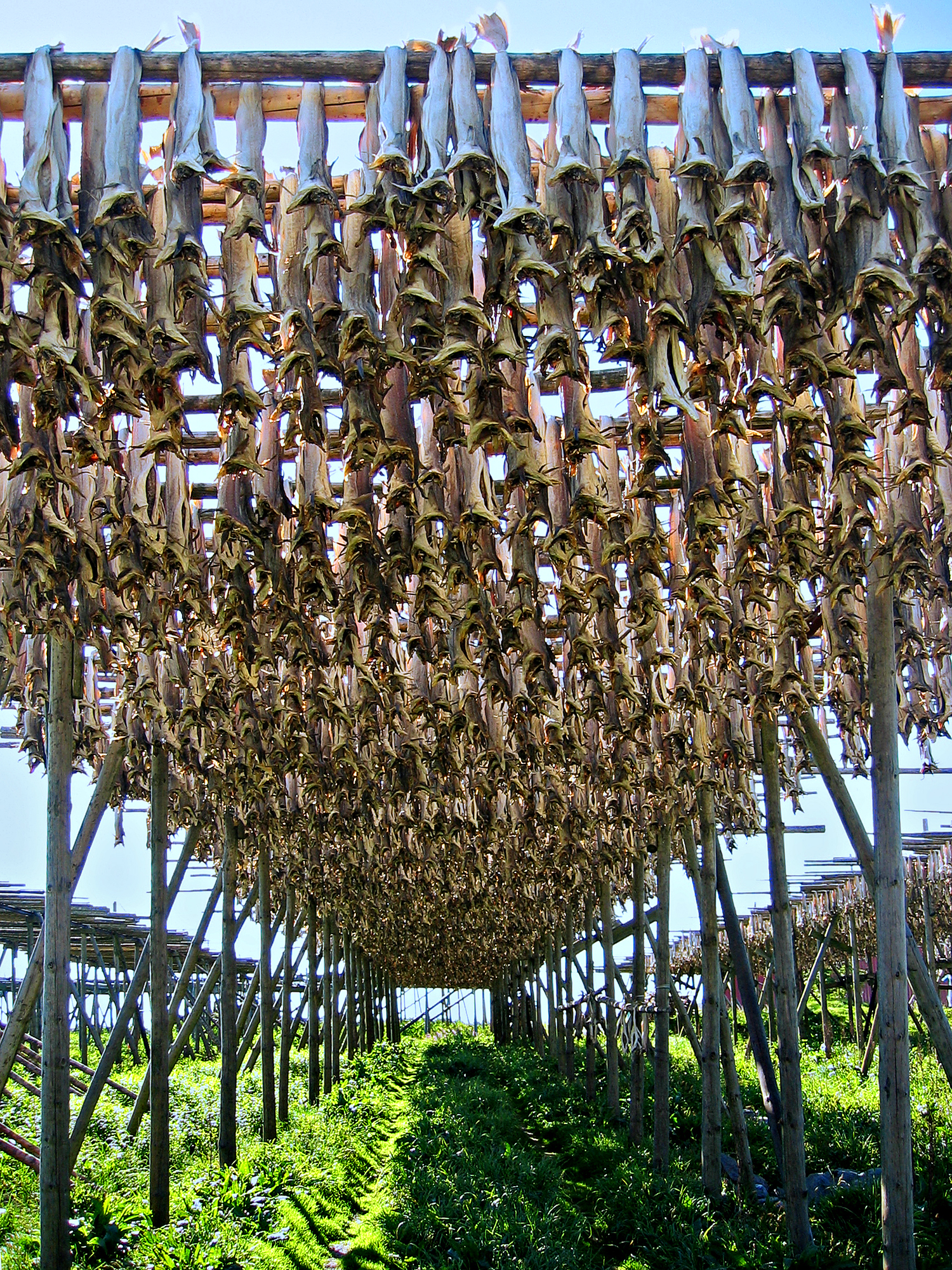
Poissons mis à sécher en plein air.

## Techniques
Dans le cas de l'eau, il existe d'autres techniques, pour la séparation, que l'évaporation, telles la pervaporation ou la déshydratation à l'aide d'anhydres. 
Le traitement thermique n'est pas toujours possible, notamment lorsque le mélange contient des composés plus volatils que l'eau ou en cas de mélange azéotropique, ou souhaitable comme lorsqu'un des composés est sensible à la chaleur.

## Principe

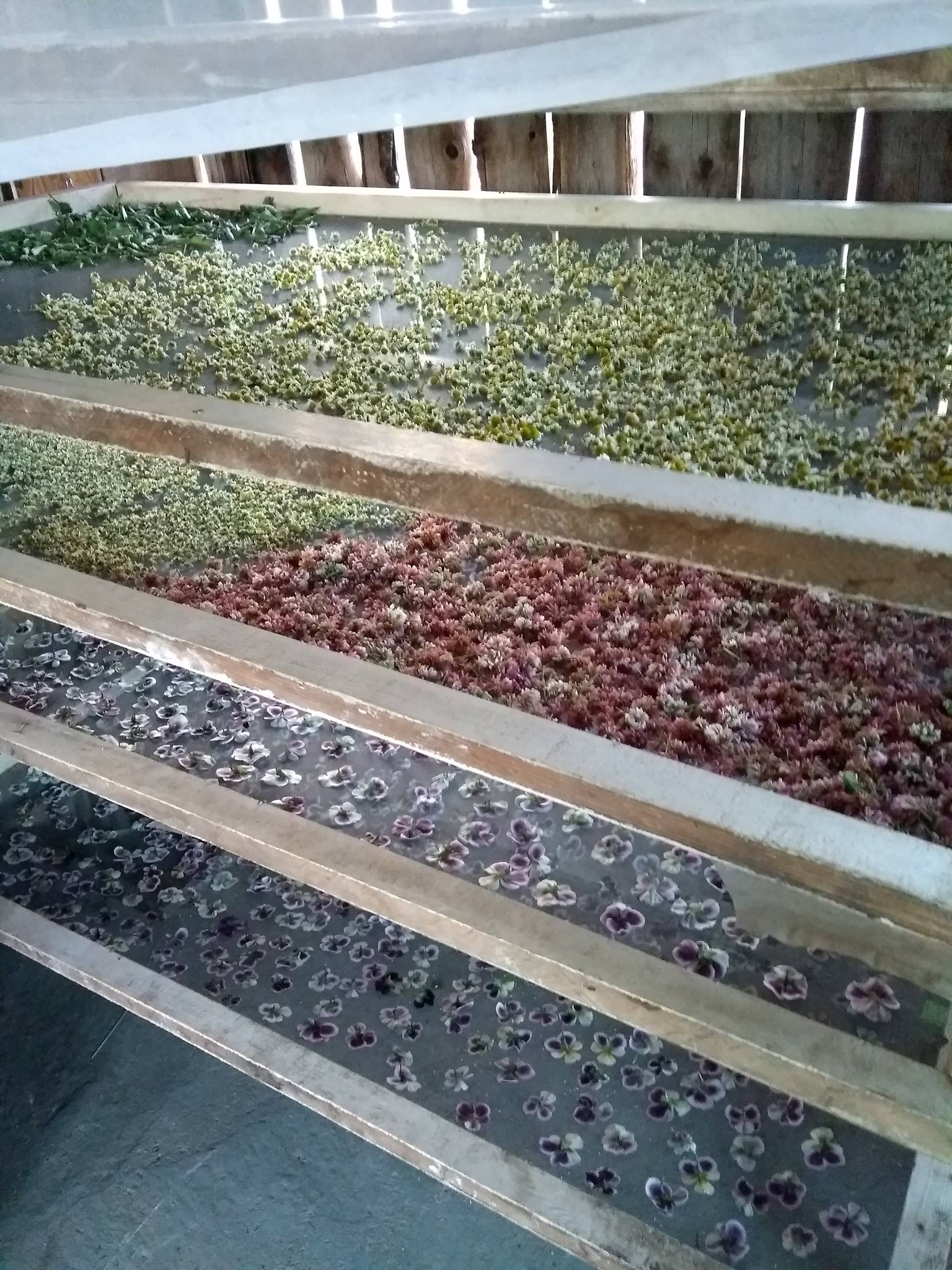
Séchage de fleurs sous abris, à l'air libre

Le séchage implique deux types de transferts : 
1. Le transfert d'énergie thermique, de l'environnement vers le liquide à évaporer ;
2. Le transfert de masse, de l'intérieur du solide vers sa surface, puis le passage en phase gazeuse.

La vitesse du séchage est directement liée à la vitesse de ces 2 transferts. 
Le séchage peut être décomposé en 3 phases, pouvant succéder à une phase d'induction préalable. Les trois phases de la cinétique de séchage sont les suivantes :
1re étape : phase de vitesse constanteLa vitesse de séchage est constante et le liquide situé en surface du solide est évaporé. Pour cette phase, seules les conditions externes (surface de contact, pression partielle du liquide, température, volatilité du liquide) ont une influence primordiale. Le transfert thermique s'effectue entre la phase gazeuse et la surface liquide et le transfert massique se fait de la même manière, mais dans l'autre sens.
2e étape : phase de vitesse décroissante rapideLa vitesse diminue avec le temps, car la quantité de liquide a diminué à tel point que des zones sèches apparaissent à la surface du solide. Comme le transfert de masse et thermique ont lieu via la surface de contact gaz-liquide et que cette dernière diminue, la vitesse diminue de manière proportionnelle.
3e étape : phase de vitesse décroissante lenteLa vitesse de séchage diminue encore avec le temps, car la surface du solide est sèche et le liquide doit migrer de l'intérieur du solide jusqu'à sa surface. La chaleur passe par la surface du solide et est conduite par le solide jusqu'au liquide situé dans les interstices. La force motrice limitante est en général la conduction thermique par le solide.

## Techniques de séchages
Le séchage peut se réaliser par différentes techniques :
- à l'air libre (action du vent, du Soleil et de l'air) ;
- séchage forcé par circulation permanente d'air sec ou réchauffement de l'air de manière artificielle (onde infra rouge ou tout type de chauffage de l'air).